# Woolwich
Woolwich (/[invalid input: 'icon']ˈwʊlɪtʃ/ hoặc /ˈwʊlɪdʒ/) là một địa điểm ở Nam London, Anh, tọa lạc ở quận Greenwich của Luân Đôn. Quận này được xác định trong London Plan là một trong 35 trung tâm chính ở Đại London.
Woolwich tạo thành một phần Kent cho đến năm 1889 khi hạt Luân Đôn được lập. Nó có điểm vượt sông, có phà Woolwich và đường hầm đi bộ Woolwich đến Bắc Woolwich.